# Hemibagrus olyroides
Hemibagrus olyroides är en fiskart som först beskrevs av Roberts, 1989.  Hemibagrus olyroides ingår i släktet Hemibagrus och familjen Bagridae. Inga underarter finns listade i Catalogue of Life.